# ワン・コード・トゥ・アナザー
ワン・コード・トゥ・アナザー(One Chord to Another)は、カナダのロックバンド、スローンの3枚目のスタジオ・アルバムであり、カナダでは1996年6月12日に発売された。『トゥワイス・リムーヴド』が発売された時に生じたゲフィン・レコードとの確執によりバンド解散の噂が持ちあがった後、1995年にスローンはツアーと作曲を再開し、1996年に彼らのレーベル Murderecords よりワン・コード・トゥ・アナザーを発表した。アルバムは2週間という期間でレコーディングされ、前作『トゥワイス・リムーヴド』より11万ドル安い1万ドルで制作された。
前作同様、『ワン・コード・トゥ・アナザー』はキャッチーでビートルズの影響が色濃いポップアルバムとなっている。バンドはまた、トランペットやマラカスといった今までに使ったことのない楽器を取り入れている。

## トラックリスト
| 全作詞・作曲: Sloan。 |                                          |           |            |                          |      |
| #                     | タイトル                                 | 作詞      | 作曲・編曲 | リード・ヴォーカル       | 時間 |
| 1.                    | 「The Good in Everyone」                 | Sloan     | Sloan      | パトリック・ペントランド | 2:17 |
| 2.                    | 「Nothing Left to Make Me Want to Stay」 | Sloan     | Sloan      | クリス・マーフィー       | 2:35 |
| 3.                    | 「Autobiography」                        | Sloan     | Sloan      | クリス・マーフィー       | 3:18 |
| 4.                    | 「Junior Panthers」                      | Sloan     | Sloan      | ジェイ・ファーガソン     | 2:38 |
| 5.                    | 「G Turns to D」                         | Sloan     | Sloan      | クリス・マーフィー       | 3:24 |
| 6.                    | 「A Side Wins」                          | Sloan     | Sloan      | アンドリュー・スコット   | 3:11 |
| 7.                    | 「Everything You've Done Wrong」         | Sloan     | Sloan      | パトリック・ペントランド | 3:29 |
| 8.                    | 「Anyone Who's Anyone」                  | Sloan     | Sloan      | クリス・マーフィー       | 2:48 |
| 9.                    | 「The Lines You Amend」                  | Sloan     | Sloan      | ジェイ・ファーガソン     | 2:32 |
| 10.                   | 「Take the Bench」                       | Sloan     | Sloan      | クリス・マーフィー       | 3:50 |
| 11.                   | 「Can't Face Up」                        | Sloan     | Sloan      | パトリック・ペントランド | 3:53 |
| 12.                   | 「400 Metres」                           | Sloan     | Sloan      | アンドリュー・スコット   | 4:31 |
| 合計時間:             | 合計時間:                                | 合計時間: | 38:26      |                          |      |